# Nemesi storica
Nella retorica, la locuzione nemesi storica è utilizzata quando una serie di eventi storici, considerati negativi, si conclude con risultati compensatori inattesi.
Nel caso, ad esempio, di una serie di eventi i cui protagonisti si siano condotti in modo considerato riprovevole, è detta "nemesi storica" una eventuale conclusione di quegli eventi tale che i soggetti considerati negativamente (prevaricatori, grassatori, ecc.) ne patiscano - a causa del Fato o per il successo di volontà contrarie - uno svantaggio che appaia consolatorio o compensatorio e che possa suscitare una sorta di vendicativa soddisfazione: si sostiene, in breve, che la storia (o il Fato) abbia compiuto una vendetta in nome di chi abbia patito scorrettezze. Nell'uso politico della retorica, l'espressione è stata frequentemente evocata in ambiti dialettici prossimi, se non contigui, al cosiddetto giustizialismo.
La campagna di Russia, ad esempio, è definita la nemesi storica di Napoleone, e cioè ciò che frenò la sua arroganza e il suo desiderio di onnipotenza, rivelando i suoi errori e i suoi limiti di uomo. L'origine della locuzione è da ricollegarsi alla Nemesi della mitologia greca, delegata dagli dei a ristabilire il giusto equilibrio punendo la hýbris, l'arroganza dell'uomo che crede di poter travalicare certi limiti. Si tratta dunque di un richiamo strumentale ad un concetto storico-analitico proprio della cultura della Grecia antica, per come riflesso in molte delle opere pervenuteci.

## Arte in genere
Nell'arte in genere, la nemesi storica appare in più occasioni come il motivo etico caratterizzante un vibrante anelito di giustizia, e per questo è stato talvolta tema o soggetto (dichiarato o attribuito dalla critica) di opere di varie discipline; in quanto tale, il concetto sotteso alla locuzione si dà per noto nello studio e nella critica dell'arte.

## Letteratura
In letteratura, ad esempio, la locuzione indica propriamente una delle direttrici espressive di Giosuè Carducci, che oltre a mostrare, come noto, una appassionata tensione ideale verso il ripristino dello stato di giustizia, con una certa astrazione lirica indagò in molte opere (taluno afferma: volendola trovare) la consistenza e il modo di manifestazione della nemesi storica (come nell'ode A Miramare). Non altrettanto condiviso, quantunque spesso suggerito, è invece il supposto rintraccio di una ricerca nemetica nel Manzoni.
Assai di frequente la locuzione era utilizzata in commentari e saggi sulla letteratura, sebbene la decrescente consuetudine con la cultura della Grecia antica ne stia riducendo progressivamente la comprensibilità.

### Carducci e la nemesi degli Asburgo
Secondo un'interpretazione risorgimentale, diffusa principalmente da Giosuè Carducci con l'ode Miramare, la casata degli Asburgo, imperatori d'Austria, sarebbe stata punita dalla storia e dal Fato per l'oppressione e le numerose uccisioni dei patrioti italiani del Lombardo-Veneto, nonché di quelli ungheresi. La locuzione, nell'accezione corrente, fa riferimento, in particolare, alle varie sventure familiari e politiche della famiglia di Francesco Giuseppe I d'Austria:
- la morte, a soli due anni, della principessa Sofia d'Asburgo, deceduta di malattia nel 1857.
- la fucilazione di Massimiliano, imperatore del Messico, fratello di Francesco Giuseppe, nel 1867, considerata dal Carducci la vendetta per la fine che l'antenato Carlo V fece fare a moltissimi aztechi.
- il suicidio, dopo aver ucciso l'amante Maria Vetsera, dell'erede al trono Rodolfo d'Asburgo-Lorena (1889).
- l'omicidio dell'imperatrice Sissi ad opera dell'anarchico Luigi Lucheni (1898).
- l'assassinio del principe ereditario Francesco Ferdinando d'Asburgo-Este e della moglie, ad opera dello studente serbo Gavrilo Princip (1914).
- la perdita dell'impero e della corona dopo la prima guerra mondiale (1918).
- l'esilio e la morte in giovane età dell'ultimo imperatore d'Austria-Ungheria, Carlo I d'Austria (1922).